# Luis Robles (futbolista estadounidense)
Luis Robles (11 de mayo de 1984; Fuerte Huachuca, Condado de Cochise, Arizona, Estados Unidos) es un exfutbolista estadounidense. Jugaba de portero y su último equipo profesional fue el Inter Miami CF de la Major League Soccer.

## Biografía
Su padre nació en Puerto Rico, pero su carrera militar lo llevó a Arizona. Y fue en ese estado, en Fort Huachuca, donde nace Luis el 11 de mayo de 1984. Su madre es coreana. Empezó su carrera en la prestigiosa Tucson Soccer Academy.

## Trayectoria
Luis Robles empezó su carrera futbolística en el equipo de la Universidad de Portland, los Portland Pilots, donde jugó cuatro años. Después pasó a formar parte de las categorías inferiores del Colorado Rapids, aunque nunca llegó a debutar con el primer equipo.
En 2007 Robles rechazó una oferta para jugar en la Major League Soccer y se decidió a fichar por el FC Kaiserslautern alemán, equipo que lo incorpora a su cantera. Debuta con la primera plantilla el 17 de octubre de 2008 en un partido contra el Rot Weiss Ahlen. Esa temporada disputó 16 partidos debido a la lesión del portero titular Tobias Sippel.

## Selección nacional
Fue convocado para la Copa FIFA Confederaciones 2009, aunque no llegó a debutar en el torneo.
Ha sido internacional con la Selección de fútbol de Estados Unidos en una ocasión. Fue el 11 de julio de 2009 en el partido de la Copa de Oro de la Concacaf Estados Unidos 2-2 Haití. Su selección consiguió quedar segunda en esa competición.

## Clubes
| Club                 | País           | Año       |
| -------------------- | -------------- | --------- |
| 1. FC Kaiserslautern | Alemania       | 2007-2010 |
| Karlsruher SC        | Alemania       | 2010-2012 |
| New York Red Bulls   | Estados Unidos | 2012-2019 |
| Inter Miami CF       | Estados Unidos | 2020-2021 |